# Línea 108 (Montevideo)
La línea 108 fue una línea urbana de Montevideo que unía la Plaza España con el Puente Carrasco.

## Características
Fue creada en los años veinte, como línea Ak por la entonces Cooperativa de Ómnibus Línea A, la cual en 1937 con la conformación   de la Compañía Cutcsa se recibió la denominación de línea 108. Fue suprimida antes del 2005 junto a la línea 107. A diferencia de la línea 107 y 109,  su recorrido era por Avenida Italia.

## Recorridos
En ambos sentidos circulaba por los barrios montevideanos como la Ciudad Vieja, el Centro, Cordón, Tres Cruces, Parque Batlle, La Blanqueada, La Unión, Malvín, Punta Gorda y Carrasco, teniendo como destino el Puente homónimo que representaba el límite departamental entre Montevideo y Canelones, en la intersección de Avenida Italia y Rafael Barradas. 
| Ida - Plaza España - Camacuá - Ciudadela - Liniers - San José - Ejido - Avenida 18 de Julio - Constituyente - José Enrique Rodó - Pablo de María - Avenida 18 de Julio - Bulevar Artigas - Avenida Italia - Avenida Bolivia - Avenida Juan Bautista Alberdi - Avenida Alfredo Arocena - Dr. Gabriel Otero - Mantua - Cartagena - Avenida Rivera - Paul Harris - Rafael Barradas - Puente Carrasco | Vuelta - Puente Carrasco - Paul Harris - Avenida Rivera - Cartagena - Mantua - Dr. Gabriel Otero - Avenida Alfredo Arocena - Avenida Juan Bautista Alberdi - Avenida Bolivia - Avenida Italia - Avelino Miranda - Bulevar Artigas - Avenida Rivera - Guayabo - Andrés Martínez Trueba - Soriano - Reconquista - Camacuá - Plaza España |